# Luaka Bop

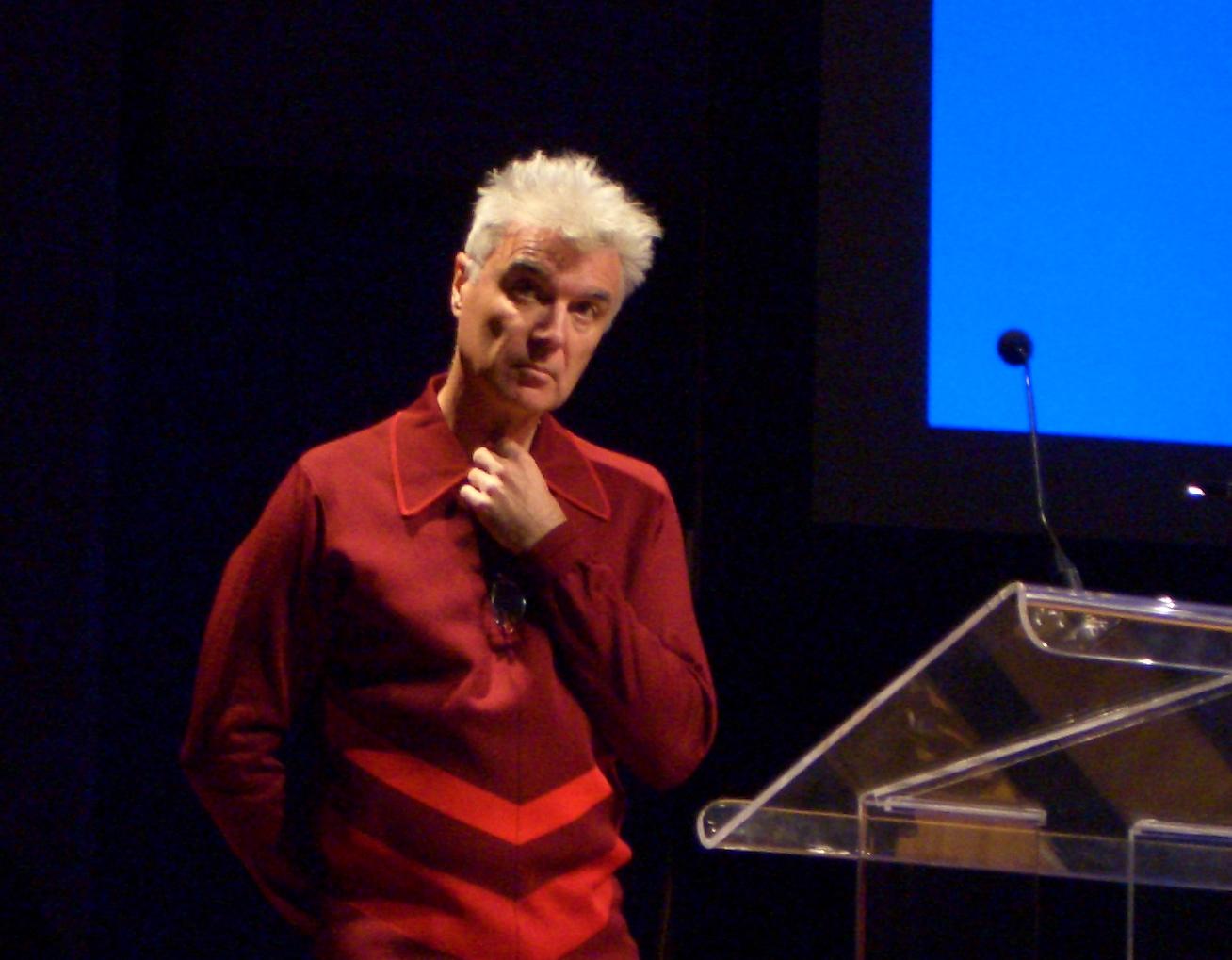
David Byrne.

Luaka Bop is een Amerikaans platenlabel, opgericht in 1988 door David Byrne. Luaka Bop is gespecialiseerd in Latijns-Amerikaanse, Afrikaanse en andere internationale artiesten.

## Geschiedenis
David Byrne was als muzikant sterk geïnteresseerd in Latijns-Amerikaanse en Afrikaanse ritmes. Dit kwam tot uiting op albums als Remain in Light (Talking Heads, 1980) en My Life in the Bush of Ghosts (David Byrne & Brian Eno, 1981).
Ook maakte Byrne cassettes met Braziliaanse muziek voor zijn vrienden. Byrne richtte vervolgens Luaka Bop op om deze muziek met een breder publiek te delen. Op de Beleza Tropical-albums was Braziliaanse muziek te horen van onder andere Caetano Veloso, Gilberto Gil, Chico Buarque, Milton Nascimento, Chico Science en Sérgio Mendes.
In de loop der jaren bracht Luaka Bop compilaties uit van uiteenlopende stijlen, waaronder Braziliaanse forró, moderne Cubaanse muziek en Afro-Peruaanse muziek.
Later ging Luaka Bop ook volledige albums (her)uitgeven van zeer diverse artiesten, waaronder Tom Zé (Brazilië), Waldemar Bastos (Angola), Cornershop (Verenigd Koninkrijk), Susana Baca (Peru) en Zap Mama (België).
De naam Luaka Bop was geïnspireerd door een verpakking van zogenaamde Broken Orange Pekoe (BOP), Sri Lankaanse thee van het merk Luaka.

## Successen
Enkele verkoopsuccessen van het label waren Beleza Tropical (ongeveer 300.000 exemplaren), het debuutalbum van Cornershop (600.000 in het Verenigd Koninkrijk en 250.000 in de Verenigde Staten) en een Best of-album van Silvio Rodríguez (150.000 exemplaren).

## Artiesten en bands
Voorbeelden van artiesten en bands waarvan Luaka Bop muziek heeft uitgebracht:

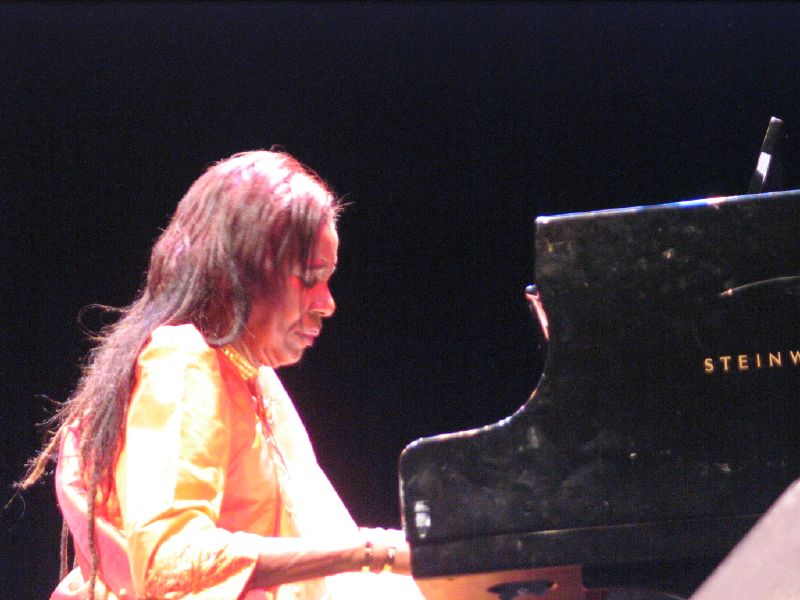
Alice Coltrane

- Alice Coltrane[6]
- Cornershop[3]
- David Byrne[7]
- Irakere[8]
- Jorge Ben[9]
- Nouvelle Vague[7]
- Os Mutantes[9]
- Pharoah Sanders[10]
- Shuggie Otis[7]
- Silvio Rodriguez[3]
- Susana Baca[1]
- Tim Maia[11]
- Tom Zé[12]
- Waldemar Bastos[1]
- William Onyeabor[13]
- Zap Mama[14]